# Pelastoneurus plumicauda
Pelastoneurus plumicauda är en tvåvingeart som beskrevs av Van Duzee 1931. Pelastoneurus plumicauda ingår i släktet Pelastoneurus och familjen styltflugor.
Artens utbredningsområde är Paraguay. Inga underarter finns listade i Catalogue of Life.